# MM-20
El MM-20 (Metro de Monterrey 2020) es uno de los seis modelos de trenes que circulan en el metro de Monterrey, los cuales operan desde el 2021. Existen dos modelos más de tren similares al MM-20 que circulan en la red, los cuales son el MM-24 y MM-25.

## Historia

### MM-20
Tras la compra de 24 vagones remanufacturados en el año 2018, el 16 de octubre de 2019 se hizo pública en la Secretaría de Compras del Estado de Nuevo León (SECOP) la licitación STCM-05-2019-DAF, la cual correspondía al concurso para la adquisición de 26 vagones nuevos los cuales se buscaba integrar al sistema con la finalidad de arrancar el servicio en la línea 3 lo antes posible. Las empresas que se presentaron a la licitación fueron CAF, Jiangsu Railteco Equipment Co.,Ltd y CRRC Zhuzhou Locomotive, resultando ganadora esta última el 3 de diciembre de 2019.
Para la adquisición y operación del material rodante, el Sistema de Transporte Colectivo Metro de Monterrey obtuvo un crédito por 2.300 millones de pesos mexicanos, de los cuales, 1.400 fueron por parte del Banco Mercantil del Norte, y los 900 restantes por parte de Banobras.
El diseño, fabricación y pruebas fueron completados antes de lo previsto, en tan solo 10 meses. Esto fue posible gracias a que los tiempos de producción fueron mejorados, según afirmó la constructora CRRC Zhuzhou Locomotive, la adquisición de los trenes significó una inversión total de mil 400 millones de pesos mexicanos. Se inició el traslado del material rodante a finales de octubre de 2020, las primeras unidades arribaron en diciembre de 2020 y las últimas en febrero de 2021, el primer viaje de estos trenes se realizó el 27 de febrero de 2021 durante la inauguración, pero no fue hasta el 25 de marzo de 2021 que comenzaron a brindar servicio comercial en las 3 líneas del sistema.

### MM-24
El 2 de septiembre de 2023 se anunció que el sistema adquiriría 4 carros similares al modelo anterior (MM-20), estos coches serían adquiridos mediante el contrato de los carros anteriores debido a que se tenía derecho a adquirir algunos cuantos carros respetando los precios del contrato anterior. El primero de estos 4 carros arribó en abril de 2024 y se integró al sistema el 25 de abril, durante el festejo de los 33 años de la inauguración de Metrorrey, el resto de los carros se puso en servicio el 19 de mayo de 2024. La principal diferencia entre estos carros y los MM-20 es su cromática, la cromática es de color blanco con detalles rojos azules, mientras que el MM-24 fue el primer modelo en adaptarse a la librea Muevo León, la cual uniforma al transporte público en una sola cromática, los colores con blanco y verde con detalles en color negro.

### MM-25
El 11 de marzo de 2024 se hizo pública la licitación STCM-07-2024-DAF en la Secretaría de Compras del Estado de Nuevo León (SECOP), dicha licitación correspondía a la compra de 18 nuevos vehículos, los cuales tenían la finalidad de integrarse al sistema a sustituir a los vehículos más antiguos del sistema (MM-90). Las empresas concursantes fueron CAF y CRRC Zhuzhou Locomotive, resultando ganadora nuevamente esta última el 14 de mayo de 2024.
Estéticamente, los vehículos MM-25 son iguales a los MM-24 al contar con la librea Muevo León, los primeros vehículos arribaron el 2 de abril de 2025, fueron puestos a prueba y comenzaron a circular por la línea 1 el 22 de abril, en la actualidad los trenes siguen arribando poco a poco al sistema.

## Características
Los vehículos CRRC cuentan con un total de 48 vehículos divididos en tres modelos.

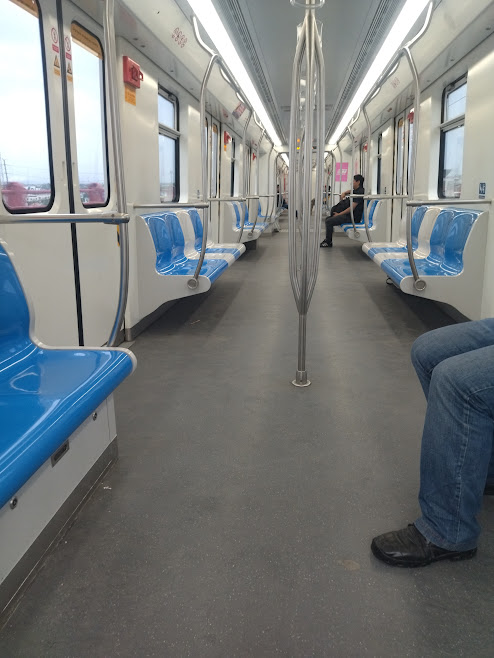
Interior de un MM-20

### MM-20
Se tiene un total de 26 trenes de este modelo. Tienen capacidad para transportar a 355 pasajeros por tren. Están conformados por dos coches unidos mediante una articulación. Pueden acoplarse en convoyes de hasta 4 vagones, siendo compatibles con los MM-24 y MM-25.
El diseño exterior de los trenes fue inspirado en las máscaras de lucha mexicanas, y el interior en el Estadio de Los Rayados de Monterrey.

### MM-24
Se tiene un total de 4 trenes de este modelo, pueden acoplarse en convoyes de hasta 4 vagones, siendo compatibles con los MM-20 y MM-25.
La única diferencia física entre los MM-20 y MM-24 es su librea, mientras que entre los MM-24 y MM-25 ambos son prácticamente iguales.

### MM-25
En un futuro se contará con 18 trenes de este modelo, al mes de junio de 2025 se cuenta con 6 de ellos en circulación, pueden acoplarse en convoyes de hasta 4 vagones, siendo compatibles con los MM-20 y MM-24.

## Parque vehícular
| Modelo | Motriz | Situación actual         | Notas |
| ------ | ------ | ------------------------ | ----- |
| MM-20  | M.0109 | En servicio              |       |
| MM-20  | M.0110 | En servicio              |       |
| MM-20  | M.0111 | En servicio              |       |
| MM-20  | M.0112 | En servicio              |       |
| MM-20  | M.0113 | En servicio              |       |
| MM-20  | M.0114 | En servicio              |       |
| MM-20  | M.0115 | En servicio              |       |
| MM-20  | M.0116 | En servicio              |       |
| MM-20  | M.0117 | En servicio              |       |
| MM-20  | M.0118 | En servicio              |       |
| MM-20  | M.0119 | En servicio              |       |
| MM-20  | M.0120 | En servicio              |       |
| MM-20  | M.0121 | Apartada                 |       |
| MM-20  | M.0122 | En servicio              |       |
| MM-20  | M.0123 | En servicio              |       |
| MM-20  | M.0124 | En servicio              |       |
| MM-20  | M.0125 | En servicio              |       |
| MM-20  | M.0126 | En servicio              |       |
| MM-20  | M.0127 | En servicio              |       |
| MM-20  | M.0128 | En servicio              |       |
| MM-20  | M.0129 | En servicio              |       |
| MM-20  | M.0130 | En servicio              |       |
| MM-20  | M.0131 | En servicio              |       |
| MM-20  | M.0132 | En servicio              |       |
| MM-20  | M.0133 | En servicio              |       |
| MM-20  | M.0134 | En servicio              |       |
| MM-24  | M.0135 | En servicio              |       |
| MM-24  | M.0136 | En servicio              |       |
| MM-24  | M.0137 | En servicio              |       |
| MM-24  | M.0138 | En servicio              |       |
| MM-25  | M.0139 | En servicio              |       |
| MM-25  | M.0140 | En servicio              |       |
| MM-25  | M.0141 | En servicio              |       |
| MM-25  | M.0142 | En servicio              |       |
| MM-25  | M.0143 | En servicio              |       |
| MM-25  | M.0144 | En servicio              |       |
| MM-25  | M.0145 | En servicio              |       |
| MM-25  | M.0146 | En servicio              |       |
| MM-25  | M.0147 | En servicio              |       |
| MM-25  | M.0148 | En servicio              |       |
| MM-25  | M.0149 | En servicio              |       |
| MM-25  | M.0150 | En servicio              |       |
| MM-25  | M.0151 | En pruebas preoperativas |       |
| MM-25  | M.0152 | En pruebas preoperativas |       |
| MM-25  | M.0153 | En pruebas preoperativas |       |
| MM-25  | M.0154 | En pruebas preoperativas |       |
| MM-25  | M.0155 | En pruebas preoperativas |       |
| MM-25  | M.0156 | En pruebas preoperativas |       |